# Generation What?
Generation What? war ein multimediales Projekt und eine Studie über die Altersjahrgänge 1982 bis 1998 in der Europäischen Union, die oft auch der Generation Y zugeordnet werden. An der Studie nahmen 1.000.141 junge Erwachsene teil, die zum Befragungszeitraum 18 bis 34 Jahre alt waren, davon bis zum März 2017 in Deutschland 180.000. Generation What? wurde von der Europäischen Rundfunkunion (EBU) koordiniert und in Deutschland vom Bayerischen Rundfunk zusammen mit dem ZDF und dem SWR begleitet. Die deutschen Rundfunkanstalten arbeiteten eng mit dem Sinus-Institut zusammen.
Seit dem 11. April 2016 hatten Teilnehmer die Möglichkeit, online auf den Länderseiten von Generation What? an der Befragung in ihrer Landessprache teilzunehmen (z. B. konnten sich Schweizer über die deutsche, die österreichische, die französische oder die italienische Seite beteiligen). Die Teilnehmer wurden nicht ausgesucht, sondern konnten sich selbst melden. Bis zum 1. August 2016 nahmen europaweit 212.656 Menschen an der Befragung teil, die maximal 20 der 149 Fragen unbeantwortet ließen (davon in Deutschland 41.055). Der Tag ist insofern von Bedeutung, als nur Antworten, die bis zu diesem Tag abgegeben worden waren, Eingang in den deutschen Abschlussbericht vom 11. November 2016 gefunden haben. Allerdings wurden die Ergebnisse bis zum Frühjahr 2017 online in Echtzeit aktualisiert.
Die Studie gilt als repräsentativ, da aus allen Teilnehmenden eine repräsentative Quotenstichprobe nach den Merkmalen Alter, Geschlecht, Bildung und Region gezogen worden sei (in Deutschland 41.055 Fälle). Grundgesamtheit der Studie für Deutschland sei die deutschsprachige Wohnbevölkerung im Alter von 18 bis 34 Jahren.

## Sprachregelung
Von den Initiatoren der Studie wird die Zielgruppe „junge Europäer“ genannt. Die betroffenen Jahrgangskohorten sind weitgehend mit denen identisch, die von einigen Soziologen „Generation Y“ genannt werden. In Besprechungen der Studie wird häufig der Begriff „Jugend“ benutzt. Die dadurch entstehende Konnotation, dass Jugendliche im Sinne des Jugendschutzgesetzes und anderer deutscher Gesetze (bzw. von Gesetzen anderer deutschsprachiger Staaten) mitgemeint seien, ist falsch, da an der Befragung nur Personen teilnehmen durften, die mindestens 18 Jahre alt waren. Alle Befragten waren, sofern Jugendliche nicht falsche Angaben zur Person machten, „junge Erwachsene“.

## Geschichte
Das Projekt Generation What? ist eine Weiterentwicklung des französischen Projekts «Génération Quoi?», das 2013 durchgeführt wurde. Rundfunkanstalten in zehn weiteren Staaten tragen Generation What? als Nachfolge-Projekt von «Génération Quoi?», und zwar in Belgien, Deutschland, Italien, Irland, Luxemburg, den Niederlanden, Österreich, Spanien, Tschechien und Wales. Für die arabische Welt wurde ein Ableger des Projekts Generation What? konzipiert. Junge Erwachsene in Ägypten, Algerien, Jordanien, dem Libanon, Libyen, Marokko, Palästina und Tunesien wurden Ende 2017 und Anfang 2018 sechs Monate lang befragt.

## Ziel und Zweck der Befragung
Aus der Sicht der ARD besteht ein großes Problem für die öffentlich-rechtlichen Sender in Europa darin, dass sie „den Kontakt zur Jugend weitgehend verloren haben. Ihr Programm reflektiert meist nur ihr immer älter werdendes Publikum, und sie wissen nicht, was die jungen Leute denken, und wie sie ticken. Das gilt für den (Dokumentar)Filmbereich und für das Web ohnehin. Die direkteste Lösung wäre, die Jugend einfach zu befragen, und ihr selbst die Möglichkeit zu geben sich zu erklären und darzustellen. Genau diesen Weg gehen nun zwölf europäische Fernsehsender unter Koordination der EBU mit dem multimedialen Projekt ‚Generation What?‘.“
Um des Ziels willen, möglichst viele junge Leute zu erreichen, hat das Sinus-Institut nach Aussagen des Projektleiters darauf verzichtet, eine „rein wissenschaftliche Studie“ zu konzipieren, sondern auch Multi-Media-Effekte verwendet.

## Ergebnisse

### Europa (Gesamtergebnis)
Die Studie teilt sich in die Komplexe „Arbeit und Bildung“, „Vertrauen in Institutionen“, „Gesellschaft“, „Europa“, „Familie“, „Sex“ und „Blick in die Zukunft“ auf, denen sie jeweils ein Kapitel widmet.

#### Arbeit und Bildung
Ungefähr gleich viele junge Europäer gaben an, dass Arbeit für sie vor allem dem Broterwerb bzw. der Selbstverwirklichung diene. Die letztgenannte Antwort gaben 56 % der Hochgebildeten ab. Der Aspekt der Selbstverwirklichung ist für Südeuropäer deutlich wichtiger als für andere Europäer. Eine Mehrheit der Befragten hält die aktuell ausgeübte Arbeit für „wichtig“ oder „sehr wichtig“. Die Antwort auf die letztgenannte Frage korreliert stark mit einer optimistischen bzw. pessimistischen Sicht der Zukunft. 33 % der Erwerbstätigen meinen, dass ihr gegenwärtiger Job nicht ihrer Qualifikation entspreche, 57 % halten sich für unterbezahlt.
Sehr unterschiedlich wird in den Ländern die Frage beantwortet, ob in Krisenzeiten inländische gegenüber ausländischen Arbeitskräften bevorzugt werden sollten. Während 58 % der jungen Österreicher die Frage bejahen, beträgt der Prozentsatz bei Deutschen nur 24 %.
Scharfe Kritik üben junge Europäer am Bildungssystem ihres Staates. Nur in der Schweiz sind mehr als 3 % von ihnen der Ansicht, dass dieses gut auf den nationalen Arbeitsmarkt vorbereite. 59 % der jungen Europäer meinen, dass das Bildungssystem ihres Landes sozial ungerecht sei. 87 % geben an, dass die soziale Ungleichheit in ihrem Land zunehme. Außer in den Niederlanden gibt es überall eine Mehrheit für die Forderung, dass der Staat die Ausbildung bzw. das Studium finanzieren solle.

#### Vertrauen in Institutionen
Vor allem das verbreitete Misstrauen junger Europäer gegen Institutionen sorgte in der Öffentlichkeit für Aufsehen:
In keinem europäischen Land sprechen mehr als 3 % der Befragten religiösen Institutionen ihr volles Vertrauen aus. 85 % meinen, dass sie ohne den Glauben an Gott glücklich sein könnten. Auch unter den übrigen 15 % gibt es eine Mehrheit, die religiösen Institutionen mit Misstrauen gegenübertreten.
Nur in Deutschland, in der Schweiz und in den Niederlanden gibt es eine Mehrheit junger Erwachsener, die völlig oder im Großen und Ganzen der Justiz ihres Landes vertrauen. In Ländern mit einer hohen Staatsverschuldung misstrauen junge Leute überwiegend nicht nur der Justiz, sondern auch der Polizei.
Europaweit haben 82 % der Befragten kein Vertrauen in die Politik. Nur 1 % vertraut der Politik völlig. Mit dem Misstrauen gegenüber der Politik korreliert ein Hang zum Fatalismus. 63 % beklagen, dass die Gesellschaft ihnen nicht die Gelegenheit gebe, „zu zeigen, was wirklich in ihnen steckt“. 31 % der jungen Europäer zeigen sich offen für ein Engagement in einer politischen Partei oder einer NGO. Die Rangliste der Länder, die sich bei der Frage nach dem Vertrauen in die Politik ergeben hat, ist fast deckungsgleich mit dem Korruptionswahrnehmungsindex von Transparency International. In der Schweiz, in Deutschland und den Niederlanden, also Ländern mit dem niedrigsten Korruptionswahrnehmungsindex, ist das Vertrauen in politische Institutionen am höchsten. Umgekehrt ist in Ländern mit hoher Arbeitslosigkeit junger Menschen das Vertrauen in die Politik am geringsten.
79 % der Befragten äußern, dass sie kein Vertrauen in „die Medien“ hätten.

#### Gesellschaft
Bei der Frage nach den drängendsten Problemen nannten 37 % der jungen Europäer die Arbeitslosigkeit in ihrem Land, 36 % den Zustand der Umwelt. 27 % halten das Bildungssystem für problematisch. Jeweils weniger als 20 % der Befragten nannten Wirtschaftskrisen, bezahlbaren Wohnraum, das Gesundheitssystem und die Rentenfrage als drängende Probleme.
Extrem unterschiedlich werden Politikfelder wie die Atompolitik bewertet. Auch korreliert die Bewertung der Arbeitslosigkeit stark mit der Jugendarbeitslosenquote des betreffenden Landes (z. B. halten nur 22 % der jungen Deutschen Arbeitslosigkeit für ein drängendes Problem). Ebenfalls extrem unterschiedlich wird die Zuwanderung bewertet: 80 % der jungen Deutschen halten Zuwanderung für eine Bereicherung, während nur 51 % der jungen Tschechen das so sehen (und 55 % der jungen Österreicher). 6 % der jungen Europäer meinen, dass die Grenzen ihres Landes für „niemanden“ geöffnet werden solle, 36 % für „alle“. Allerdings beobachtet die Mehrheit der jungen Europäer (außer in der Schweiz) in ihrem Land „Leistungserschleicher“. Die Mehrheit meint, es gehe in ihrem Land ungerecht zu, und das Finanzsystem regiere die Welt.
Der Freundeskreis der Befragten ist bildungsmäßig (62 %) und mit Blick auf den sozialen Hintergrund (51 %)
heterogen. Am seltensten unterscheiden die befragten jungen Europäer ihre Freunde hinsichtlich ihrer kulturellen (36 %) bzw. ethnischen (37 %) Herkunft.
Trotz des Hangs zum Fatalismus in einigen Milieus junger Europäer erkennen die Forscher bei den Befragten, die ihr persönliches Potenzial nicht entfalten könnten, eine hohe Protestbereitschaft. Zwei Drittel der jungen Franzosen, Spanier und Italiener wären bereit, sich in nächster Zeit an einem Aufstand gegen „die an der Macht“ zu beteiligen.

#### Europa (Thema)
11 % der jungen Europäer identifiziert sich am meisten mit der Eigenschaft, Europäer zu sein. Überwiegend empfinden sie sich als Patrioten bzw. Lokalpatrioten. Andererseits bewerten 65 % der jungen Europäer den zunehmenden Nationalismus in Europa negativ. Die große Mehrheit der in EU-Staaten Lebenden ist gegen einen Ausstieg ihres Landes aus der EU, obwohl es verbreitete Vorbehalte gegen die Politik der EU gibt. Das wichtigste Argument der Befürworter eines Verbleibs ihres Landes in der EU ist, dass die EU für „einfache Mobilität bei Reisen, Arbeit und Studium“ sorge.

#### Familie
Die Angehörigen der Generation What? in Europa haben mehrheitlich keine gravierenden Probleme mit ihren Eltern. Fast die Hälfte (47 %) ist der Meinung, dass ihr Verhältnis zu den Eltern entspannt sei, 22 % empfinden es sogar als ideal. Allerdings glaubt der Hälfte der jungen Europäer, dass die vorangegangenen Generationen verantwortlich für die Probleme seien, von denen sie betroffen sind. Nur 14 % der Befragten geben aber an, dass ihre Eltern sie nicht bei ihren Vorhaben unterstützten. Besonders in Ländern mit wirtschaftlichen Problemen und geringeren Sozialleistungen springen überwiegend Eltern ihren Kindern finanziell bei, eine Situation, die vor allem in Ländern nördlich der Alpen von der jüngeren Generation als belastend empfunden wird.
Die Frage, ob man ohne Kinder ein glückliches Leben führen könne, wird in den Ländern Europas unterschiedlich beantwortet (75 % „Ja“-Antworten in Italien, 42 % in Griechenland).

#### Sex
Für drei Viertel der jungen Europäer gehört Sex zu einem glücklichen Leben, für ein Viertel nicht. Mit „nein“ antworteten 29 % der Frauen und 22 % der Männer. Der entsprechende Anteil sinkt mit zunehmendem Alter.
Angeblich haben 36 % bereits Sex mit Unbekannten gehabt, und 20 % zeigen sich gegenüber solchen Erfahrungen offen. 15 % der Befragten geben an, Sex mit mehr als einer Person gehabt zu haben, und 43 %, dass sie bereits ein Sexspielzeug benutzt hätten.

#### Blick in die Zukunft
Nur etwas weniger als 10 % sind völlig optimistisch oder völlig pessimistisch; ein etwas größerer Anteil ist optimistisch (54 %) als pessimistisch (43 %). Die jungen Menschen mit einer niedrigen Bildung (13 %) haben doppelt so häufig eine sehr pessimistische Einstellung als die mit einer hohen Bildung (7 %). Geschlechterunterschiede bestehen hier keine. In Südeuropa neigen junge Leute eher zu pessimistischen Einstellungen als in Nordeuropa.
Nur wenige junge Europäer glauben, dass es ihnen besser als ihren Eltern gehen werde. Optimisten nehmen an, dass sie deren Lebensstandard halten können, Pessimisten nicht. In keinem teilnehmenden Landen sind mehr als ein Drittel der Befragten der Auffassung, dass es ihren Kindern besser gehen werde als ihnen selbst; am verbreitetsten ist dieser Glaube in den Ländern, in denen die Befragten von der Wirtschaftskrise stark betroffen sind.
Alles in allem bescheinigen der Initiatoren der Studie der Mehrheit der jungen Europäer, „Bewältigungsoptimisten“ zu sein.

### Deutschland
Im „Abschlussbericht Deutschland“ werden von den Autoren die folgenden für Deutschland spezifischen Befunde hervorgehoben:
- Trotz extremer Unzufriedenheit mit den Strukturen und Entwicklungen blickt die Mehrheit (vorsichtig) optimistisch in die Zukunft.
- Die junge Generation in Deutschland glaubt überwiegend an „Multi-Kulti“ und kann mit Nationalismus wenig anfangen.
- Die Europäische Union erscheint den jungen Deutschen nützlich (nur jeder zehnte junge Deutsche ist dafür, dass Deutschland aus der EU austritt), das Vertrauen in sie ist aber gering.
- Sorgen machen sich junge Deutsche vor allem um soziale Unruhen (35 %), danach um die (eigene) finanzielle Lage und schließlich um die Umwelt (= die deutsche „TOP 3“).
- Die Einstellungsunterschiede zwischen hoch und niedrig Gebildeten sind in Deutschland deutlich größer als in anderen europäischen Ländern.

## Rezeption und Kritik
Eine Befragung junger Erwachsener der Jahrgänge 1991 bis 1999 durch das Sozialwissenschaftliche Institut der Evangelischen Kirche in Deutschland, die im August 2018 in Deutschland durchgeführt wurde, bestätigte die These vom Schwinden traditioneller Formen der Religiosität unter den jüngsten Erwachsenen. Auffälligstes Ergebnis der Befragung ist die Verinnerlichung des Satzes: „Jeder ist seines Glückes Schmied“. 87 % der Befragten gaben an, dass das Leben sich um sie selbst drehe und sie selbst für alles, was sie betreffe, verantwortlich seien. Wenn die Betreffenden „Wir“ sagten, dann meinten sie außer sich selbst nur ihre Familie und ihren engen Freundeskreis, nicht aber die Gesellschaft, die Wirtschaft oder die Politik. Nur 24 % bekannten sich dazu, an Gott zu glauben. Eine Befragte habe wörtlich geäußert: „Ich kann nicht an Gott glauben, denn wenn ich recht überlege, bin ich ja selbst Gott. Ich bin für alles verantwortlich, was in meinem Leben geschieht. Etwas anderes gibt es nicht.“
Das „Kolpingmagazin“ nimmt zur Kenntnis, dass „[d]er Glaube an Gott […] unter Jugendlichen [sic!] immer stärker an Bedeutung“ verliere. „Wer sonntags in die Kirche geht, ist oftmals der einzige Jugendliche weit und breit.“ Das katholische Magazin bezweifelt, dass „ein Leben ohne Religion wirklich glücklich“ mache. Die Gründe, die dazu führten, dass Kirche und Glauben für die Mehrheit junger Menschen unattraktiv geworden seien, müssten von der katholischen Kirche untersucht werden und zu einer neuen Praxis führen. Andere bemängeln, dass Begriffe wie „religiöse Institutionen“ verschiedenste Interpretationen bei den Befragten zuließen. Sie könnten dabei z. B. auch an den islamischen Staat denken. Misstrauen solchen Institutionen gegenüber sei mehr als berechtigt.
Vorbehalte werden auch gegen zu allgemein gefasste Begriffe vorgebracht wie „die Medien“, „die Politik“ oder „Europa“ (als handelndes Subjekt bzw. als Gesamtheit aller EU-Normen). Das Portal Heise online kritisiert, dass „[d]ie „Medienlandschaft“ […] noch nicht einmal grob nach TV, Radio, Print und online getrennt“ werde. Dass es Grund zum Misstrauen gegen Fake News gebe, sei ein wichtiges Lernziel der Medienerziehung. Maximilian von Schwartz hält die Kritik für ihm Prinzip berechtigt, würde aber bei einer erneuten Befragung eher herauszufinden versuchen, ob es für junge Europäer einzelne Quellen gibt, denen sie im Großen und Ganzen doch vertrauen.
Heise Online kritisiert weiter, dass es keine eigenen Landesseiten für skandinavische und postkommunistische Länder (Ausnahme: Tschechien) gebe.
Schließlich wendet sich der Täuschungsverdacht gegen die Studie selbst: Es habe keine Kontrolle der Identität der Antwortenden gegeben. So habe man „sich auch als Schweizerin über 34 in die irische Ländermaske einloggen [und] behaupten [können], man sei ein 21-jähriger Ire [,] und dann total inkompetent Fragen zu irischer Politik beantworten“ können. Auch sei nicht klar, wie ernst Antworten (z. B. zum Sexualleben der Befragten) zu nehmen seien.
Im Hinblick auf die Frage, wie der grassierende Verlust des Vertrauens in verschiedene Institutionen aufgehalten werden könne, herrscht Ratlosigkeit vor. So korreliere zwar geringe Bildung mit geringem Vertrauen in die Politik, aber die Wirksamkeit politischer Bildung sei dadurch begrenzt, dass das Misstrauen bei jungen Erwachsenen mit zunehmendem Alter größer werde. Misstrauische Erwachsene seien aber nur noch schwer für Maßnahmen der politischen Bildung erreichbar. Angesichts einer Mehrheit junger Europäer, die angeben, auch ohne Fernsehen (nicht aber ohne Internet) glücklich sein zu können, wirkten Versuche öffentlich-rechtlicher Rundfunkanstalten, junge Leute als Zuschauer zu gewinnen, hilflos.
Den Eindruck, junge Leute seien „Troublemaker“ in der Politik, weist die Friedrich-Ebert-Stiftung zurück. Zwar gebe es europäische Länder mit ausgeprägten Sympathien junger Leute für Rechts- oder Links-Populisten, aber drei Viertel der am Referendum über den Brexit teilnehmenden Briten im Alter von 18 bis 24 Jahren hätten 2016 für einen Verbleib des Vereinigten Königreichs in der EU gestimmt. „Den Jugendlichen [sic!] ist sehr bewusst, wozu die EU gut ist und warum sie gebraucht wird. Gleichzeitig und keineswegs naiv decken sie Probleme auf und weisen auf den Handlungsbedarf hin. Genau diesen informierten und kritischen Optimismus braucht die Zukunft Europas.“